# Eric Andre (acteur)
Eric Samuel André (Boca Raton, 4 april 1983) is een Amerikaans acteur, komiek en presentator. Hij staat voornamelijk bekend om zijn absurde humor en als host van zijn eigen talkshow op Adult Swim: The Eric Andre Show.

## Biografie
André werd geboren in de Amerikaanse staat Florida. Zijn vader is een immigrant uit Haïti en werkt als psychiater. Zijn moeder is een Asjkenazische Jodin uit New York. Andre identificeert zichzelf daarom als een 'zwarte Jood'.
Hij studeerde af aan de Dreyfoons School of the Arts in West Palm Beach in Florida in 2001. Daarna studeerde hij muziek aan de Berklee College of Music in Boston. Hier studeerde hij in 2005 af.

## Carrière
André maakte zijn acteerdebuut in 2009 op televisie in een kleine rol in Curb Your Enthusiasm. Andre speelde daarna een belangrijke rol in de ABC-comedyserie Don't Trust the B---- in Apartment 23 als Mark Reynolds. Daarnaast sprak hij de stem in van Luci de demon in de Netflix-animatieserie Disenchantment.
Sinds 2012 is hij de presentator van The Eric Andre Show op Adult Swim. Hiervan is hij ook de schrijver. De show is een parodie op verschillende talk- en late night shows; Andre interviewt er bekende artiesten in. Daarnaast komen er ook veel sketches in voor die op straat zijn gefilmd met een verborgen camera. Veel van de humor is absurd of donker van aard. Hij schrijft de sketches en presenteert de show samen met komiek Hannibal Buress.

## Persoonlijk leven
Andre had tot november 2017 een relatie met actrice Rosario Dawson. Hij is overtuigd atheïst en beoefent transcendente meditatie.

## Filmografie
| Jaar | Titel                              | Rol                      | Trivia                  |
| ---- | ---------------------------------- | ------------------------ | ----------------------- |
| 2009 | The Invention of Lying             | Man #4                   |                         |
| 2010 | The Awkward Comedy Show            | Zichzelf                 | Comedy Special          |
| 2010 | Thin Skin                          | Passagier                | Korte film              |
| 2011 | Level Up                           | Max Ross                 |                         |
| 2012 | Should've Been Romeo               | Buzz                     |                         |
| 2013 | The Internship                     | Sid                      |                         |
| 2015 | Flock of Dudes                     | Mook                     |                         |
| 2016 | Popstar: Never Stop Never Stopping | Dreadlocked CMZ Reporter |                         |
| 2017 | Rough Night                        | Jake                     |                         |
| 2019 | The Lion King                      | Azizi                    | Stem                    |
| 2021 | Bad Trip                           | Chris Carey              | Schrijver en producent  |
| 2021 | The Mitchells vs. the Machines     | Dr. Mark Bowman          | Stem                    |
| 2021 | Connected                          | Mark Bowman              |                         |
| 2021 | Sing 2                             | Darius                   | Stem                    |
| 2022 | Jackass Forever                    | Zichzelf                 | Gastoptredens Schrijver |
| 2022 | Jackass 4.5                        | Zichzelf                 | Gastoptredens Schrijver |

## Televisie
| Jaar       | Titel                                              | Rol                      | Trivia                                                                      |
| ---------- | -------------------------------------------------- | ------------------------ | --------------------------------------------------------------------------- |
| 2009       | Curb Your Enthusiasm                               | Set P.A.                 | 2 afleveringen                                                              |
| 2010       | The Big Bang Theory                                | Joey                     | Aflevering: "The 21-Second Excitation"                                      |
| 2011       | Zeke and Luther                                    | Zorn                     | Aflevering: "Skate Troopers"                                                |
| 2011       | Hot in Cleveland                                   | Jeff                     | Aflevering: "Elka's Wedding"                                                |
| 2011       | Fact Checkers Unit                                 | Mirage                   | Aflevering: "Excessive Gass"                                                |
| 2011       | Level Up                                           | Max Ross                 | Televisiefilm                                                               |
| 2012–2013  | Don't Trust the B---- in Apartment 23              | Mark Reynolds            | 22 Afleveringen                                                             |
| 2012–heden | The Eric Andre Show                                | Zichzelf                 | Bedenker, presentator, schrijver                                            |
| 2013–2014  | 2 Broke Girls                                      | Deacon "Deke" Bromberg   | 8 Afleveringen                                                              |
| 2014       | Lucas Bros. Moving Co.                             | Verschillende personages | Stem 2 Afleveringen                                                         |
| 2014       | Comedy Bang! Bang!                                 | Zichzelf                 | Aflevering: "Eric Andre Wears a Cat Collage Shirt & Sneakers"               |
| 2015       | Robot Chicken                                      | Verschillende personages | Aflevering: "Zero Vegetables"                                               |
| 2015–2017  | Man Seeking Woman                                  | Mike                     | 30 Afleveringen                                                             |
| 2016       | Animals.                                           | Alex                     | Stem Aflevering: "Cats."                                                    |
| 2016       | American Dad!                                      | Zwerver                  | Stem Aflevering: "Stan Smith Is Keanu Reeves as Stanny Utah in Point Break" |
| 2017       | Michael Bolton's Big, Sexy Valentine's Day Special | Baby Archer              | Variety Special                                                             |
| 2018       | Mostly 4 Millennials                               |                          | Executive producer                                                          |
| 2018–2023  | Disenchantment                                     | Luci / Pendergast        | Stem                                                                        |
| 2020       | Legalize Everything                                | Zichzelf                 | Netflix Comedy Special                                                      |
| 2022       | Guillermo del Toro's Cabinet of Curiosities        | Randall Roth             | Aflevering: "The Viewing"                                                   |
| 2025       | Iornheart                                          | Stuart Clarke / Rampage  | 5 afleveringen                                                              |

- Gemeinsame Normdatei: 1200562755
- International Standard Name Identifier: 0000 0004 3350 423X
- Library of Congress Control Number: no2014008182
- MusicBrainz: b1db927a-7fb1-4b50-b8c0-8326823d8672
- Virtual International Authority File: 308181062
- WorldCat: E39PBJxd6jRdDbwhYCkr7WtkDq